# Michael Bolton

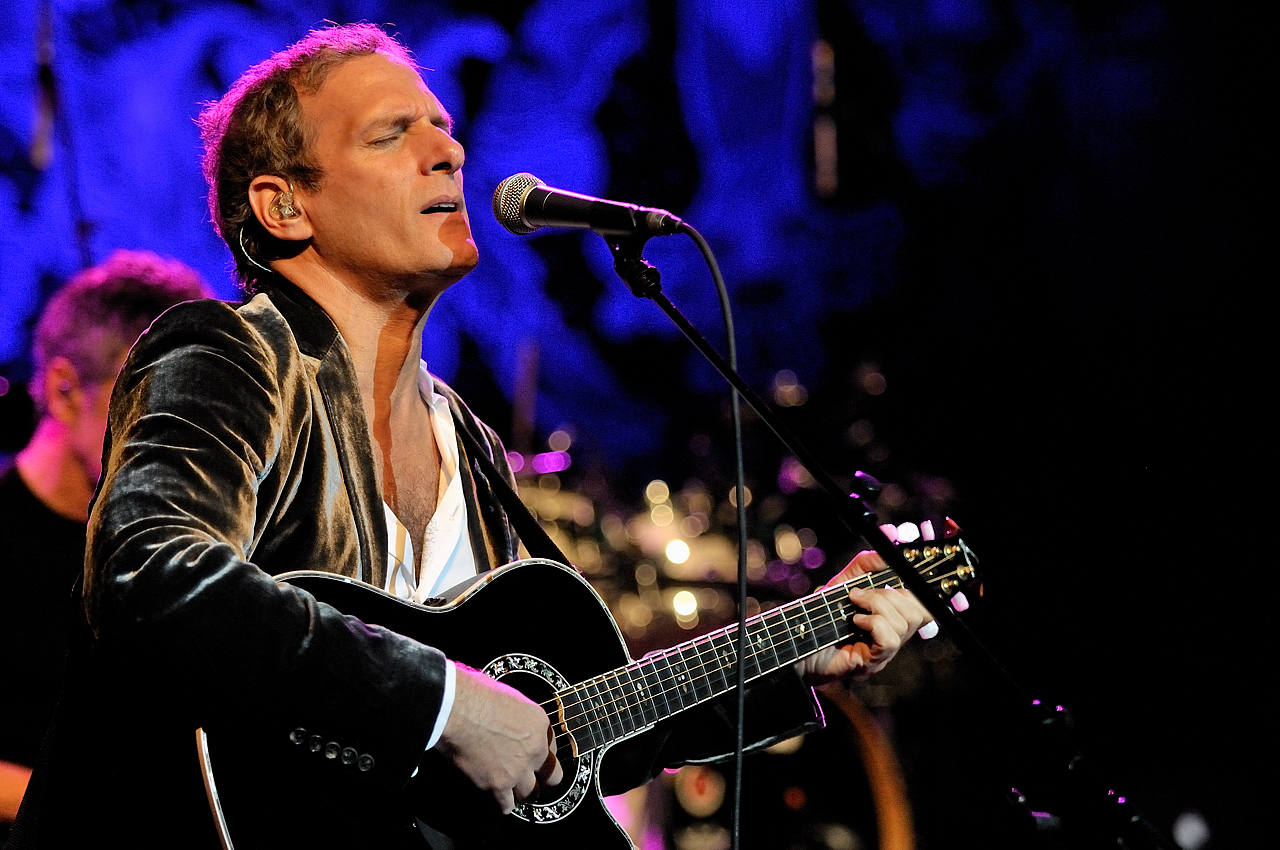

Michael Bolton (właściwie Michael Bolotin, ur. 26 lutego 1953 w New Haven) – amerykański piosenkarz i autor tekstów piosenek. Od połowy lat 70. do połowy lat 80. występował jako muzyk hard rocka i heavy metalu, zarówno na swoich wczesnych albumach solowych, jak i tych, które nagrał jako frontman zespołu Blackjack. Stał się bardziej znany ze swojej serii pop rockowych ballad, nagranych po zmianie stylistycznej pod koniec lat 80.
Osiągnięcia Boltona obejmują sprzedaż ponad 75 mln płyt, nagranie ośmiu najlepszych albumów 10 i dwóch singli numer jeden na listach przebojów Billboard, a także zdobycie sześciu nagród American Music Awards i dwóch nagród Grammy.
27 sierpnia 2002 otrzymał własną gwiazdę w Alei Gwiazd w Los Angeles znajdującą się przy 7018 Hollywood Boulevard.

## Życiorys

### Wczesne lata
Urodził się w New Haven w Connecticut w rodzinie pochodzenia żydowskiego jako syn Helen Lili (z domu Gubin) i George’a L. „Bulleta” Bolotinów. Jego dziadkowie byli rosyjskimi imigrantami. Ma brata Orrina i siostrę Sandrę. Od najmłodszych lat był pod wpływem Raya Charlesa. W wieku siedmiu lat dołączył do swojego pierwszego zespołu.

### Kariera
W 1975 w wieku 22 lat, po podpisaniu kontraktu płytowego z wytwórnią RCA, rozpoczął nagrywanie w The Church Studio w Tulsie w stanie Oklahoma. Swoją pierwszą płytę zatytułował własnym nazwiskiem Michael Bolotin. Na początku swojej kariery muzycznej koncentrował się na hard rocku, a jego zespół Blackjack otwierał trasę koncertową dla heavymetalowego artysty Ozzy’ego Osbourne’a. Po przyjęciu pseudonimu Bolton, wspólnie z Laurą Branigan nagrał swój pierwszy duży hit „How Am I Supposed to Live Without You” (1982) jako autor tekstów. W 1983 podjął współpracę z wytwórnią Columbia Records (Sony Music), z którą związany był do 2001. Nagrał album w stylu rockowym Michael Bolton (1983) i potem Everybody’s Crazy (1985). Trzecia płyta The Hunger zawierała m.in. przebój „That’s What Love Is All About” i cover piosenki Ottisa Reddinga „(Sittin' On) The Dock Of The Bay”.
Po nagraniu płyty Soul Provider (1989), która uzyskała sześciokrotny status multi-platyny nastąpił przełom w jego karierze. Płyta zawierała wówczas takie przeboje jak: „Soul Provider”, „How Can We Be Lovers”, „You Wouldn’t Know Love”, czy standard „Georgia on My Mind”. Za wykonanie piosenki „How Am I Supposed To Live Without You” otrzymał nagrodę Grammy.
Następny album Time, Love & Tenderness sprzedano w ponad 13-milionowym nakładzie. Album ten zdobył dwie nagrody Grammy w kategorii Najlepszy wokalista oraz dwie nagrody American Music Award w kategoriach: Ulubiona Pop/Rock płyta oraz Ulubiony Pop/Rock artysta. Piosenkarz wylansował takie hity jak: „Missing You Now” (w duecie z Kennym G), „Time, Love & Tenderness”, „Steel Bars” czy „When A Man Loves A Woman”. Podobnie jak poprzednia płyta otrzymała 8 razy status multiplatyny.
Płyta Timeless – The Classics, zawierała klasyczne R&B i popowe standardy, m.in. „Yesterday”, „To Love Somebody” i „You Send Me”. W tym samym czasie artysta wziął udział w nagrywaniu ścieżki dźwiękowej do filmu Tylko ty (Only You, 1994) z Robertem Downey Jr. i Marisą Tomei – śpiewając piosenkę „Once In A Lifetime”.
Następnym albumem w muzycznym dorobku artysty była płyta The One Thing (1993), zawierająca dziesięć piosenek, w tym „Said I Loved You...But I Lied”. Płyta zdobyła trzykrotnie status multiplatyny.
Podsumowaniem dokonań na przestrzeni 10 lat było wydanie albumu The Greates Hits 1985–1995, który obok znanych już utworów zawierał kilka nowych kompozycji – „Can I Touch You There”, „I Promise You”, „I Found Someone”, „This River” czy cover piosenki Roya Orbisona pt. „A Love So Beautiful”. Płyta zdobyła status potrójnej platyny.
W 1997 powrócił po czterech latach milczenia płytą All That Matters, na której znalazł się wielki przebój nominowany do nagrody Grammy „Go The Distance”. Piosenka pochodziła z filmu animowanego Disneya Herkules (Hercules, 1997). W tym samym roku, wydał także swoją pierwszą książkę przeznaczoną dla dzieci pt. The Secret Of The Lost Kingdom, wydaną przez Hyperion Books For Children.
W 1998 firma płytowa Sony Classica wydała album zatytułowany My Secret Passions – The Arias, gdzie Bolton zaprezentował w pełni swój czterooktawowy głos, śpiewając arie operowe m.in. z Luciano Pavarottim i znaną sopranistką Renée Fleming. Album szybko znalazł się na szczycie listy Billboard's Traditional Classical Chart i utrzymywał się w czołówce przez kilka tygodni.
Kolejny albumy to: Timeless – The Classics Vol. 2 (1999), Love Songs (2001) i Only A Woman Like You (2002, wyd. Jive Records).
W 2002 zadebiutował w roli aktorskiej jako Michael Volt w filmie High Voltage.
Jako wokalista występował z innymi artystami, takimi jak Lucia Aliberti, Patti LaBelle, José Carreras, Tony Cetinski, Ray Charles, Celine Dion, Plácido Domingo, Renée Fleming, Wynonna Judd, BB King, The Lonely Island, Luciano Pavarotti, Percy Sledge i Zucchero. Był autorem tekstów do piosenek dla: Barbry Streisand – „We’re Not Making Love Anymore”, zespołu KISS – „Forever”, Joe Cockera – „Living Without Your Love”, Kenny Rogersa – „Just The Thought Of Losing You”, Cher – „I Found Someone”, Laury Branigan – „How Am I Supposed To Live Without You”. 
W 2010 nagrał piosenkę „Break Free” („Uwolnij się”) w duecie z Ireną Jarocką.
W 2011 wystąpił z zespołem The Lonely Island w programie SNL z utworem „Jack Sparrow". Do piosenki powstał teledysk, który obejrzały miliony widzów. Michael wciela się w nim w popularne postacie.
1 lipca 2011 wystąpił przed warszawską publicznością na wielkim koncercie inaugurującym polską prezydencję w UE.
W 2013 wydał autobiografię noszącą tytuł The Soul of it All, opisuje w niej swoje dzieciństwo, drogę do sukcesu i proces tworzenia swoich największych hitów. W tym samym roku wydał również płytę Ain’t No Mountain High Enough. Płyta jest hołdem dla znanej wytwórni płytowej „Hitsville”. Znajdują się tam takie hity jak „Signed, Saved, Delivered”, „Ain’t Nothing Like The Real Thing” czy „Gotta Keep Dreamin".
W 2022, reprezentując stan Connecticut z utworem „Beautiful World”, zajął siódme miejsce w finale Konkursu Piosenki Amerykańskiej.

## Życie prywatne
Spotykał się z Cher (1986), Marlą Maples (1991), Gabrielą Sabatini (1991), Brooke Shields (1992), Teri Hatcher (1992) i Ashley Judd (1996-97).
4 maja 1975 ożenił się z Maureen McGuire (1974-90), z którą ma trzy córki – Isę (ur. 1976), Holly (ur. 1978) i Taryn (ur. 1980). W 1990 doszło do rozwodu. W 1992 związał się z aktorką Nicollette Sheridan, ich związek trwał pięć lat. 14 marca 2006 Sheridan i Bolton ogłosili swój ponowny związek, śpiewali w duecie „Second Time Around” z albumu „Bolton Swings Sinatra”. Jednak para odwołała zaręczyny 26 sierpnia 2008.
Michael ma swoją fundację „Michael Bolton Charities”, która pomaga samotnym matkom, rozwiązuje problemy przemocy w rodzinie i stara się zapewnić lepszą przyszłość biednym.
Jest wegetarianinem.

## Dyskografia
- Michael Bolotin (1975)
- Everyday of My Life (1976)
- Michael Bolton (1983)
- Everybody's Crazy (1985)
- The Hunger (1987)
- Soul Provider (1989)
- Time, Love & Tenderness (1991)
- Timeless: the Classics (1992)
- The One Thing (1993)
- The Artistry of Michael Bolotin (1993)
- Greatest Hits (1985-1995) (1995)
- This Is The Time: The Christmas Album (1996)
- All That Matters (1997)
- My Secret Passion (1998)
- Timeless: The Classics, Vol. 2 (1999)
- Only A Woman Like You (2002)
- Vintage (2003)
- Til The End Of Forever (2005)
- Bolton Swings Sinatra (2006)
- One World One Love (2009)
- Gems:The Duets Collections (2011)
- Gems:The Very Best of Michael Bolton (2012)
- Ain't no Mountain High Enough (2013)
- Autobiografia The Soul of it All (2013)
- Songs of Cinema (2017)[35]
- A Symphony of Hits (2019)[36]
- Spark of Light (2023)[37]
- Christmas Time (2023)[38]